# Nephele lannini
Nephele lannini là một loài bướm đêm thuộc họ Sphingidae. Nó được tìm thấy ở highland forests in Zimbabwe, Malawi and miền nam Tanzania.
Chiều dài cánh trước là 31–33 mm. 